# Arin

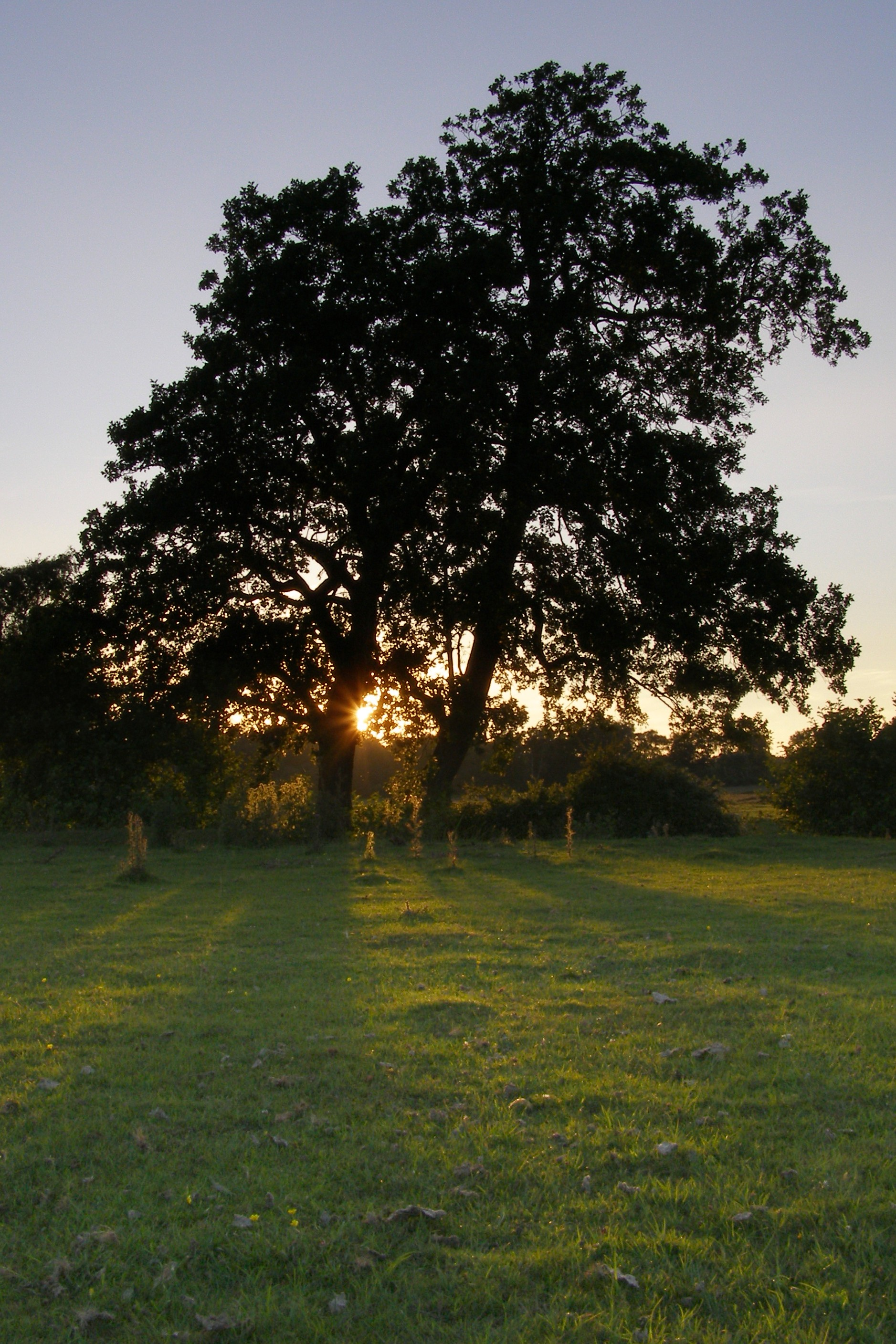
Arini

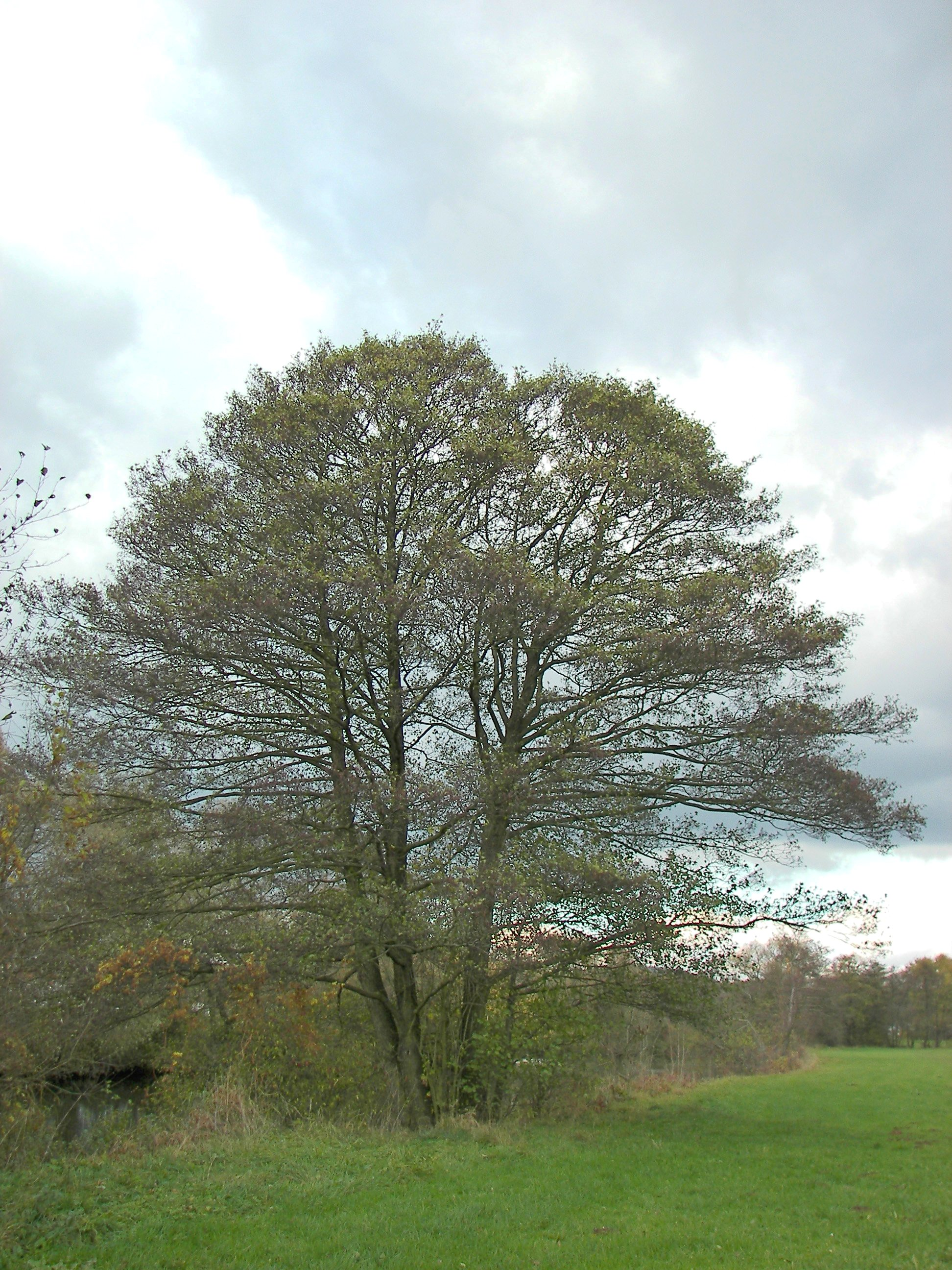
Arin

Arinul (Alnus) este un gen taxonomic de plante, din ordinul Fagales, familia Betulaceae, care pot fi arbuști sau arbori, ce cresc de obicei pe malul apelor. Plantele au frunze căzătoate, alterne, ovate sau subrotunde, cu vârf obtuz, trunchiate pe margine, întregi spre bază, în rest neregulat dințate sau lobulate. Florile masculine, grupate în amenți lungi, și cele feminine, grupate în amenți mici, ovali, sunt polenizate de către vânt. Bracteele lignificate ale amenților feminini — care se deschid la maturitate lăsând semințele sa cadă — rămân pe ramuri după căderea fructelor (nucule) ca niște conuri de conifere. În România este întâlnit frecvent arinul negru.

## Caracterere generale, arie de răspândire
Arinii din Europa centrală sunt periclitați de o ciupercă  Phytophthora alni care atacă rădăcinile plantei. Polenul arinilor este un alergen moderat, el poate declanșa alergii încrucișate cu polenul mesteacănului.
Rădăcinile arinilor prezintă nodozități, unde trăiesc asemenea leguminoaselor, în simbioză cu planta, bacterii fixatoare de azot (Frankia alni). Speciile de arin cenușiu și negru  (A. incana și A. glutinosa) trăiesc în mediile umede sau pe malul apelor, pe care le apără de eroziune. 
Cele 35 specii de arini trăiesc răspândiți în emisfera nordică din America de Nord la est de meridianul 115 și Euroasia, o excepție o prezintă arinul (Alnus jorullensis), care poate fi întâlnit în Anzii Cordilieri din America de Sud.

## Sistematică
- Alnus acuminata Kunth 		in F.W.H.von Humboldt, J.A.A.Bonpland & C.S.Kunth, Nov. Gen. Sp. 2: 20 (1817).
- Alnus cordata (Loisel.) Loisel. 	Fl. Gall. 2(2): 317 (1828).
- Alnus cremastogyne Burkill 		J. Linn. Soc., Bot. 26: 499 (1890).
- Alnus ×elliptica Req. 		Ann. Sci. Nat. (Paris) 5: 381 (1825).
- Alnus ×fallacina Callier 		Repert. Spec. Nov. Regni Veg. 10: 232 (1911).
- Alnus fauriei H.Lév. & Vaniot 		Bull. Soc. Bot. France 51: 423 (1904).
- Alnus ferdinandi-coburgii C.K.Schneid. 		Bot. Gaz. 64: 147 (1917).
- Alnus firma Siebold & Zucc. 		Abh. Math.-Phys. Cl. Königl. Bayer. Akad. Wiss. 4(3): 230 (1845).
- Alnus formosana (Burkill) Makino 		Bot. Mag. (Tokyo) 26: 390 (1912).
- Alnus glutinosa (L.) Gaertn. 		Fruct. Sem. Pl. 2: 54 (1790). - arinul negru

- Alnus glutinosa var. laciniata (Leske) Wild.
- Alnus glutinosa var. aurea Versch

- Alnus glutipes (Jarm. ex Czerpek) Vorosch. 		Fl. Sovetsk. Dal'n. Vost.: 152 (1966).
- Alnus hakkodensis Hayashi 		Bull. Gov. Forest Exp. Sta. 57: 153 (1952).
- Alnus ×hanedae Suyinata 		New Keys Jap. Trees: 457 (1961).
- Alnus henryi C.K.Schneid. 		in C.S.Sargent, Pl. Wilson. 2: 495 (1916).
- Alnus hirsuta (Spach) Rupr. 	 	Bull. Cl. Phys.-Math. Acad. Imp. Sci. Saint-Pétersbourg 15: 376 (1857).
- Alnus ×hosoii Mizush. 		J. Jap. Bot. 32: 1 (1957).
- Alnus incana (L.) Moench 	 	Methodus: 424 (1794). - arinul alb
- Alnus japonica (Thunb.) Steud. 	 	Nomencl. Bot., ed. 2, 1: 55 (1840).
- Alnus jorullensis Kunth 	 	in F.W.H.von Humboldt, J.A.A.Bonpland & C.S.Kunth, Nov. Gen. Sp. 2: 20 (1817).
- Alnus lanata Duthie ex Bean 		Bull. Misc. Inform. Kew 1913: 164 (1913).
- Alnus mairei H.Lév. 		Bull. Acad. Int. Géogr. Bot. 23: 283 (1914).
- Alnus mandshurica (Callier) Hand.-Mazz. 		Oesterr. Bot. Z. 81: 306 (1932).
- Alnus maritima (Marshall) Muhl. ex Nutt. 		N. Amer. Sylv. 1: 34 (1842).
- Alnus matsumurae Callier 		Repert. Spec. Nov. Regni Veg. 10: 234 (1911).
- Alnus maximowiczii Callier 		in C.K.Schneider, Ill. Handb. Laubholzk. 1: 122 (1904).
- Alnus ×mayrii Callier 		in C.K.Schneider, Ill. Handb. Laubholzk. 1: 126 (1904).
- Alnus nepalensis D.Don 		Prodr. Fl. Nepal.: 58 (1825).
- Alnus nitida (Spach) Endl. 		Gen. Pl., Suppl. 4(2): 20 (1847).
- Alnus oblongifolia Torr. 		in W.H.Emory, Rep. U.S. Mex. Bound. 2(1): 204 (1858).
- Alnus orientalis Decne. 		Ann. Sci. Nat., Bot., II, 4: 348 (1835).
- Alnus paniculata Nakai 		Bot. Mag. (Tokyo) 29: 45 (1915).
- Alnus ×peculiaris Hiyama 		J. Jap. Bot. 37: 155 (1962).
- Alnus pendula Matsum. 		J. Coll. Sci. Imp. Univ. Tokyo 16(5): 6 (1902).
- Alnus × pubescens Tausch 		Flora 17: 520 (1834).
- Alnus rhombifolia Nutt. 	 	N. Amer. Sylv. 1: 33 (1842).
- Alnus rubra Bong. 	 	Mém. Acad. Imp. Sci. Saint Pétersbourg, Sér. 7, 2: 162 (1833).
- Alnus serrulata (Aiton) Willd. Sp. Pl. 4: 336 (1805).
- Alnus serrulatoides Callier 		Repert. Spec. Nov. Regni Veg. 10: 229 (1911).
- Alnus sieboldiana Matsum. 		J. Coll. Sci. Imp. Univ. Tokyo 16(5): 3 (1902).
- Alnus ×spaethii Callier 	 	Mitt. Deutsch. Dendrol. Ges.: 215 (1908).
- Alnus subcordata C.A.Mey. 	 	Verz. Pfl. Casp. Meer.: 43 (1831).
- Alnus ×suginoi Sugim. 		J. Geobot. 16: 49 (1968).
- Alnus trabeculosa Hand.-Mazz. 		Anz. Akad. Wiss. Wien, Math.-Naturwiss. Kl. 59: 51 (1922).
- Alnus vermicularis Nakai 		Bot. Mag. (Tokyo) 33: 46 (1919).
- Alnus viridis (Chaix) DC. 		in J.B.A.M. de Lamarck & A.P. de Candolle, Fl. Franç. 3(3): 304 (1805). - anin de munte, liliac de munte